# Struthiomimus
Struthiomimus war eine Dinosauriergattung aus der Gruppe der Ornithomimosauria innerhalb der Theropoda. Er lebte in der späten Oberkreide im heutigen Nordamerika. 

## Merkmale
Struthiomimus erreichte eine Länge von rund 4 Metern und wies den für alle Ornithomimidae typischen Körperbau auf. Er bewegte sich biped (auf den Hinterbeinen) fort.

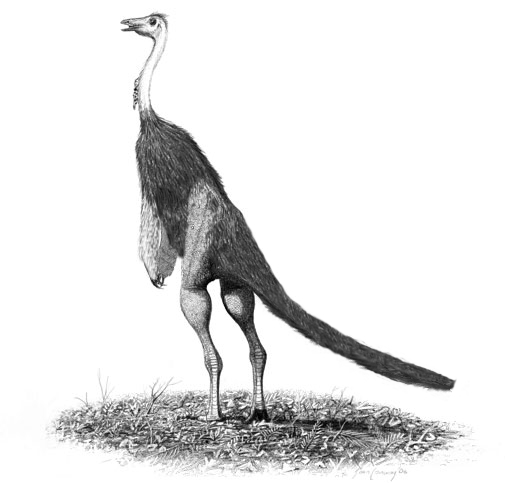
Lebendrekonstruktion

Der Kopf war relativ klein und leicht gebaut. Die langgestreckte Schnauze war völlig zahnlos und endete in einem Hornschnabel. Die großen Augen saßen seitlich am Kopf. Der Hals war lang und beweglich. Die Vordergliedmaßen waren relativ groß, aber schwach gebaut. Von anderen Ornithomimidae unterschied sich Struthiomimus durch die sehr langen Hände – die Hand war länger als der Oberarmknochen oder der Schädel. Die Hände endeten in drei Finger, die lange, aber stumpfe Krallen trugen. Die Hinterbeine waren deutlich länger als die Vordergliedmaßen. Die relativ dünnen Knochen und die verlängerten Unterschenkel sprechen dafür, dass dieser Dinosaurier sehr schnell laufen konnte. Auch die Mittelfußknochen waren verlängert, die Füße endeten in drei nach vorne gerichtete Zehen. Der versteifte Schwanz diente vermutlich der Balance.

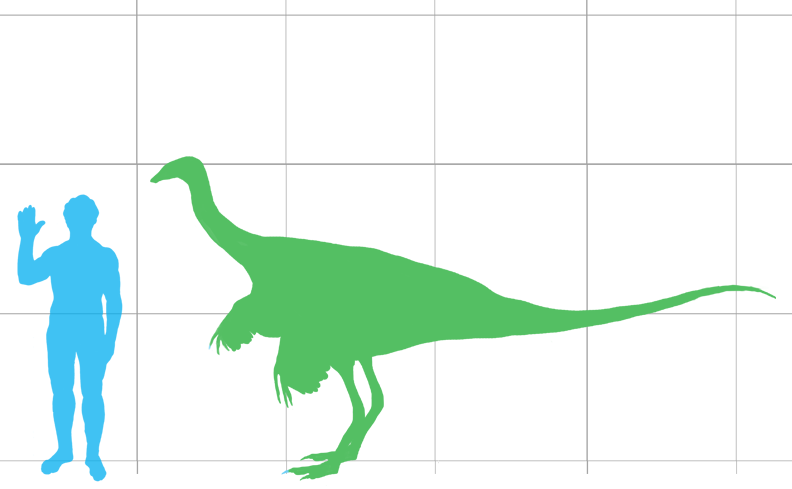
Größenvergleich zwischen Mensch und Struthiomimus altus

Wovon sich Struthiomimus ernährte, ist nicht bekannt. Untersuchungen bei anderen Ornithomimosauriern erbrachten Hinweise auf entweder eine pflanzliche Ernährung oder auf eine filtrierende Aufnahme von Kleinlebewesen aus dem Wasser. Die großen Hände mit den langen Krallen könnten dazu benutzt worden sein, um Äste herabzuziehen, um an die Blätter oder Früchte zu gelangen. Denkbar ist aber auch eine allesfressende Ernährungsweise.

## Entdeckung und Benennung
Die fossilen Überreste von Struthiomimus wurden in der Horseshoe-Canyon-Formation in der kanadischen Provinz Alberta entdeckt. Lawrence Lambe beschrieb sie 1902 zunächst unter dem Namen Ornithomimus altus. 1917 etablierte Henry Fairfield Osborn dank neuer, besser erhaltener Funde die neue Gattung Struthiomimus. Der Name bedeutet Straußnachahmer und spielt auf die Ähnlichkeiten dieser Tiere mit den Laufvögeln an. 
Die Funde werden in die späte Oberkreide (mittleres Campanium bis frühes Maastrichtium) auf ein Alter von rund 80 bis 69 Millionen Jahre datiert.